# 二名法
二名法（英語：binominal nomenclature）又稱双名法，依照生物学对生物種類的命名規則，所給定的學名之形式，根据此命名法所得的学名，称为二名（binomial name、binomial、binomen）或双名。汉语界的共识是双名属于一种学名，即学名的含义更为广泛。
二名法是在林奈著作《植物種誌》（1753年， Species Plantarum）中，正式引入的物种命名系统。正如“二名”字面的意涵，每個物種學名的由兩個部分構成：属名和種小名（港台称种小名）。
- 属名由拉丁語法化的名詞形成，但是它的字源可以是來自拉丁词或希腊词或拉丁化的其他文字构成，首字母須大寫。
- 种加词（specific name/epithet）是拉丁文中的形容词，首字母不大写[2]。通常在种加词的後面加上“命名人”及“命名时间”；如果学名经过改动，则既要保留最初命名人，并加上改名人及改名时间[2]。命名人、命名时间一般可省略[2]。术语 specific name 为ICZN用词，specific epithet 为ICNafp用词[3]。
- 种名[4]（species name）或物种名[5]（scientific name of species）的定义则较为分歧；在植物学名命名法中，“种名”指的是物种的学名或科学名称，即属名后加上一个种加词所构成的双名组合（binary combination）[6]；而在动物学名命名法中，“种名”既可以指种本名，也可以指学名。例：智人的学名为Homo sapiens，此为种名，由两部分组成：Homo是属名，sapiens是种名（種小名）。

習慣上，在科學文獻的印刷出版時，二名之引用常以斜體表示，或是於正排体二名下加底線表示。
例如：
Homo sapiens（即智人）。簡示如後：Homo sapiens（種的學名） = Homo（屬名：人属） + sapiens（种加词：意为“有智的”）
Trifolium repens L. (白三葉草的學名二名法表示) = Trifolium (屬名：三叶草属) +  repens (種小名：意为“有匍匐茎的”) + L. (命名者，林奈名字的植物学通用縮寫，见§ 学名的著作者)

## 名称来源
属名通常使用拉丁文名词，如果引用其它语言的名词，则必须拉丁化。种加词大多为形容词，也可以为名词的所有格或为同位名词。当形容词作种加词时，要求其性、数、格与属名一致。例如板栗Castanea millissima BL.，Castanea 栗属（阴性、单数、第一格）。有时，名称也会来源于古希腊语，或者是本地语言，又或者是该物种发现者的姓名。事实上，分类学家通过各种途径来构造物种名称，甚至可能会开玩笑或是一语双关。然而，无论其来源如何，二名在语法上总是被看作拉丁文。因此，尽管生物学家不赞成，二名（二名法名称）有时又叫“拉丁文名”。二名属于一种“学名”，如同三名也属于一种学名。

## 历史
卡尔·林奈提倡了将物种根据其共同特点，按照科学分类的方法进行分类。这是与二名制密切相关的。然而林奈并非发明二名法的人。早在林奈200年前的博安就发明了这种方法。林奈把这种方法普及开来。
生物分类学二名法在20世纪最早经杜亚泉、秉志等被介绍到中国。

## 使用二名法系统的价值
二名法系统的价值体现在它的简便性和广泛性：
- 同样的名称在所有语言中通用，避免了翻译的困难。
- 任何的一个物种都可以明确无误的由两个单词确定。
- 本系统已经在植物学 (始于 1753)，动物学 (始于 1758) 和细菌学 (始于 1980[9])中广泛应用。

二名法命名的程序体现了其稳定性。舉例來說，当一个种从一个属转到另一个属时（比较常见的现象），如果可能的话，种加词保留一致。同理，如果原来的两个种合并时， 原来各自的种名保留为亚种名。
然而， 这样的稳定性並不是绝对的。基于分类上不同的观点，根据生物命名法规的名称修订或在分子系统学中的新发现，同一种生物可能有几个不同的学名在流通(请参阅同物异名)。不稳定的另外一个原因是命名应遵循优先原则。
规范植物 (包括 真菌、蓝藻) / 栽培植物 / 动物 / 细菌 / 病毒的命名法规是不同的。例如，ICBN (植物)命名法规不允许重名， 而 ICZN (动物)法规则允许(如：Gallus gallus)。 曾经建议用统一的BioCode来把几个命名法规替换，但考虑到对系统发生树进行命名的PhyloCode而存在争议。

## 種以下層級的命名

### 动物分類學
在动物分類学中，一个动物物种可以往下细分，应用三名法来命名一个亚种 （有时亦稱為種族race），例如新西兰的普通鸬鹚（Phalacrocorax carbo）跟其它地方的有所不同， 所以被归入一个亚种Phalacrocorax carbo novaehollandiae。由于动物学仅使用一个种下分类阶元，所以不需要在亚种名前插入任何阶元指示符，人们也明白第三个名称就是亚种名。

### 植物分類学
在植物分類学中， 物种的分類階層自種以下，依次分別為变种、变型，在種與變種之間還有亞種(與其他基本階層一樣，如科下有亞科，屬有亞屬等)。这跟动物学不同的地方在於：种下名称必须跟在一个阶元限定词后面(例如 "subsp.")来指明所指的阶元类型，这不会在动物学中出现。因此一个植物种可能会有亚种（如 Pinus nigra subsp. salzmannii），变种（如 Pinus nigra var. caramanica），甚至是更为复杂的组合（如 Pinus nigra subsp. salzmannii var. corsicana）。

## 学名的著作者
有时在学名后面会看到跟着一个人名的缩写，甚至是日期。对于一个物种的完整引用不但包括了二名法名称，还包括描述、命名该物种的作者。学名需要斜体，但不得对作者的引用进行斜体印刷。在一篇文章中，对学名作者的引用通常仅需出现一次即可。作者引用在植物学和动物学中有不同的惯例， 这由国际植物命名法规和国际动物命名法规分别确定。

### 植物学名作者引用
植物名作者的缩写形式由英國皇家植物园－邱园发布的标准索引为准；在简要引用中，不需要包括發表日期。标准缩写可以在下面的网址找到国际植物名称索引， 作者查询页。
所以， 在物種歐洲赤松（Pinus sylvestris L.）中， 缩写 "L." 指卡爾·林奈；而在紅松的學名（Pinus koraiensis Siebold & Zucc.）中， Siebold 指菲利普·弗蘭茲·馮·西博爾德；Zucc. 指合作者约瑟夫·格哈德·楚卡里尼。
如果在某些情况下， 一个种移到了另一个属中， 原作者的名字用括号括起，修订人的名称跟在括号后。例如，美国红杉首先由大卫·顿描述（Taxodium sempervirens D. Don）。后来，斯特凡·恩德利歇指出它和其它落羽松属不相似，并将它转入新属，发布了新组合（Sequoia sempervirens (D. Don) Endl.）。
在关注植物分类详细信息的文章（如植物分类专著），还要加上发表地和时间，但在像百科全书或其它非分类学著作中这样的做法很罕见。在上例中，完整的引用应为 Sequoia sempervirens (D. Don) Endl., Syn. Conif. 198 (1847)， 意思是参阅于1847年出版的Endlicher的Synopsis Coniferarum的第198页。
细菌和古菌的作者引用格式与植物学一致。

### 动物学名作者引用
动物学名只用作者的姓，而且必须给出全写而不得缩写，不写作者名字。如果有两位作者的姓相同，则加上其名字的首字母缩写。首次发表日期也应注明，与作者间用逗号分隔。
例如弓頭鯨（Balaena mysticetus Linnaeus, 1758）是由卡爾·林奈描述的，林奈的姓氏 Linnaeus 用全写给出，并注明了出版日期1758年。
如果一个种转入别的属，原著者和发表日期用括号括起，表示已经经过了修订，但是修订者和修订日期不予列出，例如白额雁首次由喬瓦尼·安東尼奧·斯科波利（Giovanni Antonio Scopoli）描述（Branta albifrons Scopoli, 1769），后来的研究发现它与雁属（Anser）的关系比与黑雁属（Branta）更近，因此被转入该属，现在引用的形式是（Anser albifrons (Scopoli, 1769)）。
在正式的分类著作中，应给出更为详尽的引用。原名和发表信息都要给出，例如 Branta albifrons Scopoli, 1769, Annus I Hist.-Nat. 69等。

## 翻译原则
没有已有中文名、也没有外文俗名物种在学术上通常会根据二名法确定翻译。一般译名的汉译形式为种小名作形容词在先、属名（去掉“属”字）在后。例如：
- Rhyzodiastes xii属于狼条脊甲属、种小名含义为「习的」，因此称习氏狼条脊甲。
- Schaalia georgiae属于沙尔氏菌属、种小名含义为「乔治的」，因此称乔治氏沙尔氏菌。
- Sedum yangjifengensis属于景天属、种小名含义为「阳际峰的」，因此称阳际峰景天。